# Lissochlora eugethes
Lissochlora eugethes là một loài bướm đêm trong họ Geometridae.